# Andragunea
Andragunea (Casa de la Mujer) es un lugar de encuentro y formación de mujeres creado a petición del movimiento feminista e impulsado por el Consejo Municipal de Igualdad en el municipio vizcaíno de Durango en el País Vasco, España.

## Historia
El surgimiento de este espacio físico está relacionado con las Escuelas para el empoderamiento de las mujeres en los municipios de la Comunidad Autónoma del País Vasco, proyectos organizados por áreas de igualdad municipales.
Andragunea se inauguró como la primera Casa de la Mujer de la comarca el 7 de marzo de 2009 con un homenaje a duranguesas que contribuyeron a visibilizar mediante sus actividades profesionales y deportivas el papel de las mujeres a favor de la igualdad. En marzo de ese mismo año en el Museo de Arte e Historia de Durango tuvo lugar la exposición Las raquetistas donde se mostraban a varias de estas deportistas, con la presencia de una duranguesa octogenaria que fue una de las homenajeadas.
Tras las de Ermua y Valmaseda la de Durango se convierte en la tercera Casa de la Mujer de Vizcaya. Andragunea se instaló en tres salas acondicionadas en el espacio que ocupaba la radio municipal en el edificio conocido como Pinondo Etxea y empezó con la organización de tres cursos con la idea de crear una Red de escuelas para el empoderamiento de las mujeres en la comarca.
Entre otros servicios ofrecía una guardería, un pequeño punto de documentación, espacio expositivo para mujeres artistas, la sede del Consejo de Igualdad y otras asociaciones que se movían en el ámbito del feminismo.
Para 2013 Andragunea cuenta con una participación de 856 mujeres. En el ejercicio 2012/2013 se han organizado una veintena de cursos en los que participan un total de 283 mujeres.
A medida que se consolidaba la programación de las diversas actividades que se ofrecían, la falta de espacio para llevarlas a cabo en un edificio donde se compartían las salas con otras asociaciones, se hacía evidente la necesidad de un centro propio de información y asesoramientos en temas de igualdad que fuera referente para las mujeres y hombres y población en general del municipio.
Las cifras de asistencia a talleres, tertulias, charlas y cursos destinados sobre todo a mujeres y también a hombres con el propósito de lograr mayor conciencia de las desigualdades, va creciendo de año en año de modo que de 129 personas usuarias durante 2009/2010 se cuadruplica en 2017/2018.
Después de ocho años de andadura en unos locales provisionales, en marzo de 2017 se inaugura una nueva sede para las mujeres y la igualdad reclamado desde la Plataforma Feminista en el inmueble civil más antiguo de la villa llamado Torre de Lariz, una antigua Casa Palacio de estilo renacentista del siglo XV.

## Características

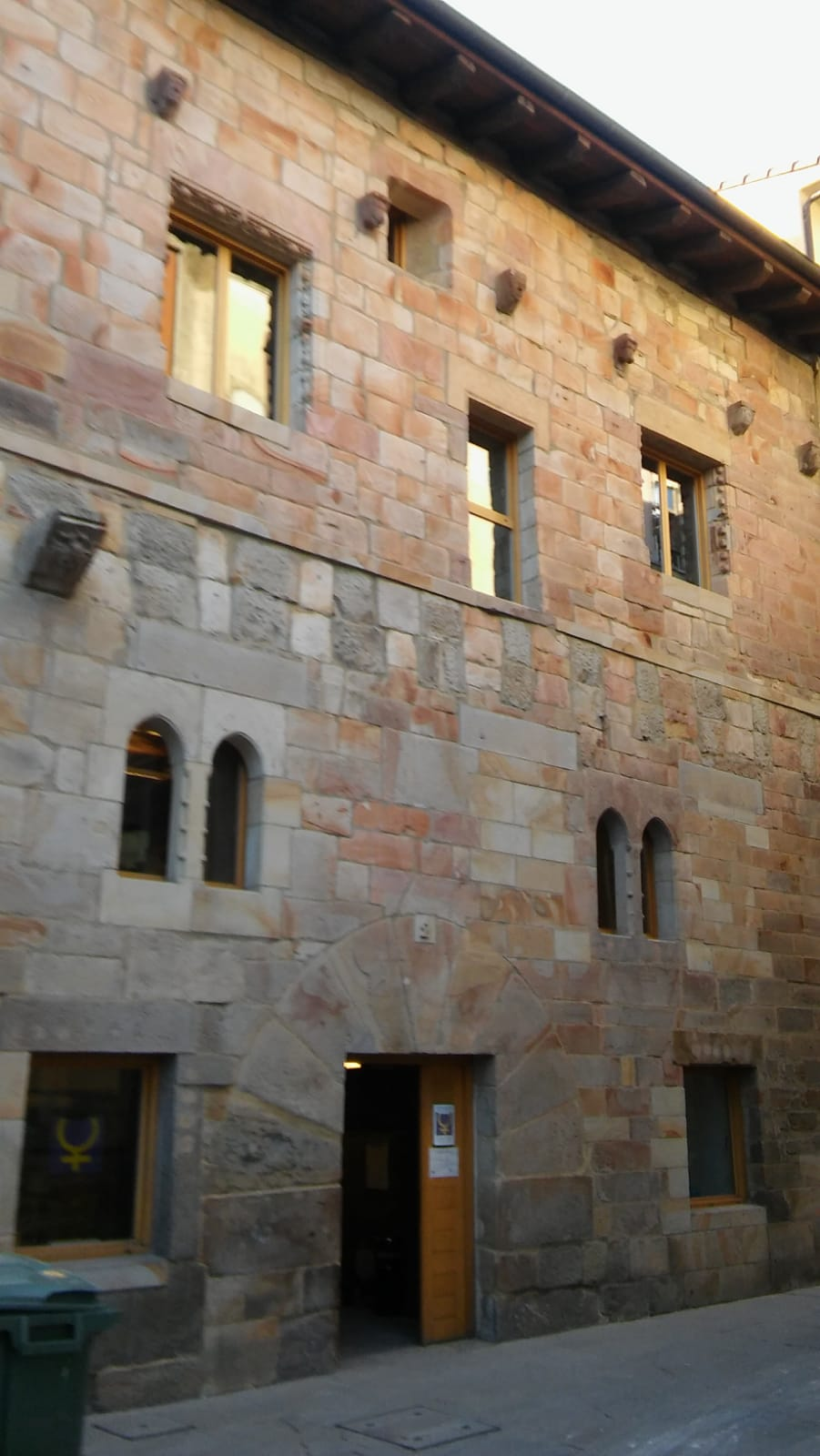
Torre de Lariz, sede de Andragunea. Durango, País Vasco

El nuevo espacio de encuentro y reflexión entre mujeres ofrece la posibilidad de crear nuevas iniciativas, recoger inquietudes de diversos sectores de mujeres de diferentes orígenes y culturas, uso de las TIC, batucada feminista, clubes de lectura en lengua vasca y castellana, cursos de autodefensa, habilidades de comunicación, etc.
El espacio Andragunea facilita las interrelaciones entre las alumnas de los cursos de empoderamiento, asociaciones de mujeres y feministas propiciando la ampliación de los debates que existen dentro del movimiento feminista en la actualidad. Posibilita construir alianzas con plataformas mixtas y con grupos de hombres en defensa de la igualdad. En sus locales el personal del ayuntamiento recibe formación cumpliendo los objetivos marcados en el Plan de Igualdad Municipal contribuyendo con todo ello desde la administración pública local a la democratización de la sociedad.